# Будда Гаутама в индуизме

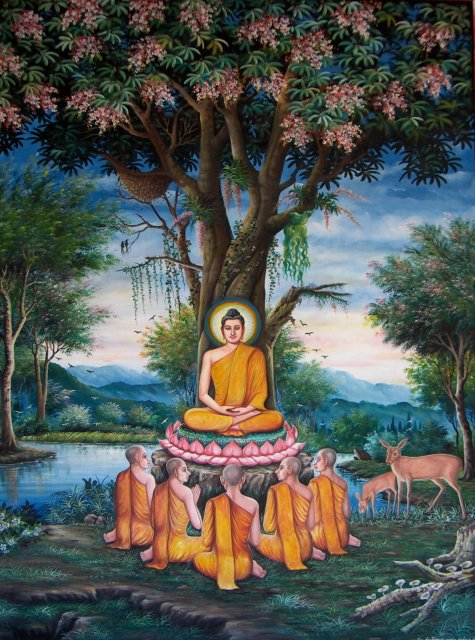
Будда, проповедующий в Оленьем парке

Будда в индуизме считается девятой аватарой Вишну. В Бхагавата-пуране он, будучи двадцать четвёртой из двадцати пяти аватар Вишну, выступает предтечей грядущей последней инкарнации.
Некоторые индуистские писания называют Будду последней осуществившейся аватарой, девятой из основных десяти аватар, которые известны под названием Дашаватара («десять инкарнаций Бога»). Буддийская Дашаратха джатака (Джатака-Аттхакатха 461) представляет Раму как предыдущую инкарнацию Будды в образе бодхисаттвы и мудрого царя.
Учение Будды отвергает авторитет Вед, вследствие чего, с точки зрения ортодоксального индуизма, буддизм относится к неортодоксальным (настика) течениям.

## Воззрения индуизма на Будду

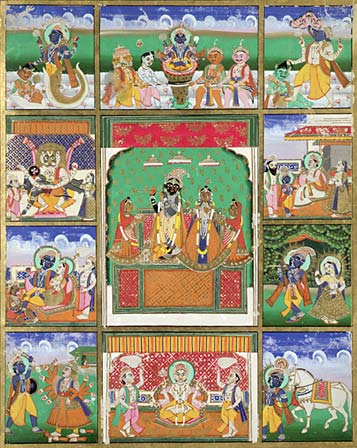
Индуизм считает Будду (в центре внизу со множеством рук) одной из 10 аватар Вишну

Из-за многообразия традиций в индуизме отсутствует общепринятая точка зрения на отношение Будды к ведийской традиции.
Влиятельный вайшнавский поэт Джаядева (XII в.) в знаменитой лирической поэме Гитаговинда включил Будду в число десяти главных аватар Вишну и написал обращённую к нему молитву:

О! Ты порицаешь установленный шрути обычай жертвоприношения, с состраданием в сердце взирая на заклание скота. — Кешава, наделенный телом Будды, побеждай, владыка мира, Хари!
Этот взгляд на Будду, как на аватару, распространившую идею ненасилия (ахимса), общепринят в ряде современных вайшнавских организаций, включая Международное общество сознания Кришны.[уточнить]
В вишнуизме считается, что аватара Вишну в виде Будды из всех частей тела властвует над головой. Будда олицетворяет собой духовное развитие человека.
Современные популяризаторы индуизма Вивекананда и Радхакришнан считают Будду учителем универсальной истины, лежащей в основе всех религий мира. Кроме того, они указывают на Будду как на выдающегося реформатора индуизма:

 Вивекананда: Как вы уже знаете — я не буддист. Если Китай, Япония, Цейлон следуют Учению Великого Учителя, то Индия поклоняется Ему как воплощению Бога на земле. Я действительно критически отношусь к буддизму, но я бы не хотел, чтобы вы сосредотачивались только на этом. Я вообще далек от критики Того, кому я поклоняюсь как воплощению Бога. Но мы думаем, что Будда недостаточно глубоко был понят своими учениками. Отношения между индуизмом (под индуизмом я подразумеваю религию Вед) и тем, что мы сегодня называем буддизмом, более близкие, чем отношения между иудаизмом и христианством. Иисус Христос был евреем, и Шакья Муни был индусом. Евреи отвергли Иисуса Христа, более того, распяли Его, а индусы приняли Шакья Муни как Бога и поклоняются Ему как Богу. Но мы, индусы, хотели бы показать, что Учение Господа Будды, в отличие от современного буддизма, заключается в том, что Шакья Муни ничего принципиально нового не проповедовал. Подобно Христу, Он пришёл дополнить, но не разрушить. Но если евреи, этот древний народ, не поняли Христа, то последователи Будды не сумели реализовать главного в Его Учении. Так же как еврей не понял, что Иисус Христос есть завершение Ветхого Завета, так же буддист не понял последнего шага, сделанного Буддой в развитии индуизма. И снова я повторяю — Шакья Муни пришёл не разрушить, но завершить — это было логическое завершение, логическое развитие религии индусов…
 Индуизм не может жить без буддизма, равно как и буддизм без индуизма. Надо понять, что показало нам это разделение. Буддизм не может выстоять без мудрости и философии брахманизма, так же как брамин — без Великого Сердца Будды. Это разделение между буддистами и браминами есть причина упадка Индии. Вот почему Индия наводнена тремястами миллионами нищих, и вот почему Индия была в рабстве у завоевателей последнюю тысячу лет. Давайте же соединим замечательный интеллект браминов с сердцем, благородной душой и потрясающей человеколюбивой мощью Великого Учителя.[уточнить]

Радхакришнан: Миссия Будды состояла в том, чтобы усвоить идеализм упанишад в лучшей его форме и приспособить его к удовлетворению повседневных нужд человечества. Исторически буддизм означал распространение учения упанишад среди народов. И то, чего он в этом достиг, живо по сегодняшний день. Такие демократические подъёмы являются характерной чертой индуистской истории. Когда сокровища великих мудрецов были частной собственностью немногих, Рамануджа, великий вишнуистский учитель, читал мистические тексты даже перед париями. Буддизм, мы могли бы сказать, есть возвращение брахманизма к своим же основным принципам. Будда не столько революционер, пришедший к успеху на гребне волны реакции против учения упанишад, сколько реформатор, стремившийся преобразовать господствующую теорию упанишад путём выдвижения на первый план её забытых истин.
В. И. Жуковский и Н. П. Копцева отмечают: «Мудрый Вишну принял обличье „еретика“ Будды специально для того, чтобы выявить порочных, нестойких в вере людей, зародить в них сомнение в святости Вед и в необходимости исполнять священные обряды, а затем погубить их. С помощью подобного толкования вишнуизму удалось включить в свой культ чуждое и первоначально враждебное верование».

## Будда в индуистских писаниях
Будда упоминается в важнейших писаниях индуизма, включая почти все пураны. В некоторых случаях эти упоминания относятся не к Гаутаме Будде, а к другим людям, но всё же чаще всего под словом «Будда» в индуистских писаниях подразумевается основатель буддизма. Они приписывают ему две роли: проповедь ложных взглядов с целью ввести в заблуждение демонические личности и критика предписанных Ведами кровавых жертвоприношений.[уточнить] Частичный список пуран, упоминающих Будду:
- Харивамша (1.41)
- Вишну-пурана (3.18)
- Бхагавата-пурана (1.3.24, 2.7.37, 11.4.23)
- Гаруда-пурана (1.1, 2.30.37, 3.15.26)[11][уточнить]
- Агни-пурана (16)
- Нарада-пурана (2.72)
- Линга-пурана (2.71)
- Падма-пурана (3.252) и др.[12]

## Влияние буддизма в современной Индии
Многие политические и духовные лидеры в современной Индии, включая Махатму Ганди, вдохновлялись жизнью и учением Будды, а также начатыми Буддой реформами.
Буддизм находит поддержку в современном движении хиндутва, что проявляется, например, в оказании почестей Далай-ламе XIV в ходе различных индуистских мероприятий, таких как вторая Всемирная Индусская Конференция, проведённая организацией Вишва хинду паришад в Аллахабаде в 1979 году.
Однако некоторые индийские политики, борющиеся за права далитов, используют буддизм как инструмент борьбы против индуистских обычаев.
Б. Р. Амбедкар, возродивший буддизм в Индии, отказывался признать Будду аватарой Вишну. В числе 22 обетов, которые он оставил нео-буддистам, 5-й обет гласит: «Я не верю и не поверю в то, что Господь Будда был инкарнацией Вишну. Я считаю это сущим безумием и лживой пропагандой».

## Образ в искусстве
Изваяния Вишну-Будды, как правило, представляют его сидящим в позе падма-асана на лотосе, что символизирует творение и познание «закономерностей глубинной сущности Бытия».